# Yoshiki Maeda
Yoshiki Maeda (前田 義貴 Maeda Yoshiki?), född 29 augusti 1975 i Saga prefektur, är en japansk före detta fotbollsspelare.
Maeda började sin karriär 1997 i Sagan Tosu. 2002 flyttade han till Alouette Kumamoto. Han avslutade karriären 2002.